# Camino Palmero
Camino Palmero è il primo album dei The Calling, pubblicato il 10 luglio 2001. Contiene i loro singoli Wherever You Will Go e Adrienne. L'album ha venduto 9 milioni di copie in tutto il mondo.
La copertina dell'album raffigura i binari 5 e 6 della Stazione ferroviaria di Santa Maria Novella di Firenze.

## Tracce
1. Unstoppable – 3:58
2. Nothing's Changed – 4:44
3. Wherever You Will Go – 3:29
4. Could It Be Any Harder – 4:41
5. Final Answer – 4:34
6. Adrienne – 4:31
7. We're Forgiven – 4:31
8. Things Don't Always Turn Out That Way – 4:11
9. Just That Good – 3:55
10. Thank You – 2:58
11. Stigmatized – 4:30

## Classifiche
| Classifica (2002)              | Posizione massima |
| ------------------------------ | ----------------- |
| Australian Album Chart         | 23                |
| Austrian Album Chart           | 9                 |
| Danish Album Chart             | 11                |
| European Albums Chart          | 19                |
| French Album Chart             | 10                |
| German Album Chart             | 8                 |
| Irish Album Chart              | 21                |
| Italian Album Chart            | 16                |
| Mexico Album Chart             | 1                 |
| Netherlands Album Chart        | 46                |
| New Zealand Album Chart        | 9                 |
| Norwegian Album Chart          | 10                |
| Swedish Album Chart            | 11                |
| Swiss Album Chart              | 26                |
| UK Album Chart                 | 12                |
| U.S. Billboard 200 Album Chart | 36                |